# Болотяна істота
Болотяна істота (англ. Swamp Thing) — вигаданий персонаж, супергерой коміксів американського видавництва DC Comics. Гуманоїдна/рослинна стихійна істота, створена письменником Леном Вейном і художником Берні Райтсоном. Болотяна істота мала кілька втілень у вигляді людей або монстрів у різних сюжетних лініях. Вперше персонаж з'явився в House of Secrets #92 (липень 1971) в окремій історії жахів, дія якої відбувається на початку XX століття. Потім персонаж повернувся в сольній серії, дія якої відбувається в сучасному світі та в загальній спадкоємності DC. Персонаж є болотним монстром, що нагадує антропоморфний курган з рослинної маси, і бореться, щоб захистити свій болотний дім, навколишнє середовище загалом і людство від різних надприродних або терористичних загроз, його заклятим ворогом є чаклун Антон Аркане.
Персонаж здобув чи не найбільшу популярність під час оригінальної серії Вайна/Райтсона 1970-х років та в середині-кінці 1980-х, коли його створили Алан Мур, Стівен Біссетт та Джон Тотлебен, які отримали широке визнання. Болотяна істота також став одним з основних персонажів Темної Ліги Справедливості.
Персонаж був адаптований з коміксів у кількох формах медіа, включаючи художні фільми, телевізійні серіали та відеоігри. Персонаж дебютував у кіно у фільмі «Болотяна істота» (1982), де Дік Дюрок зіграв болотяну істоту, а Рей Вайз — Алека Голланда. Дюрок зіграв і Болотяну істоту, і Голланда у фільмі-сиквелі «Повернення Болотяної істоти» (1989). Дюрок знову зіграв цю роль у телесеріалі «Болотяна істота» (1990). Персонажа зіграв Дерек Мірс, а Енді Бін зіграв Алека Голланда в телесеріалі «Болотяна істота» (2019). Ще одна екранізація під назвою «Болотяна істота» знаходиться в розробці як частина медіафраншизи Кіновсесвіту DC. IGN поставив його на 28 місце у списку 100 найкращих героїв коміксів.

## Історія публікації

### Створення
Лен Вейн прийшов до ідеї створення персонажа під час поїздки на метро у Квінз. Пізніше він так розповідав: «Я не знаю, як назвати персонажа, тому називатиму його “ця болотяна істота, над якою я працюю”. Так і вийшло його ім'я!». Берні Райтсон розробив візуальний образ персонажа, використовуючи грубий начерк Вейна як основу.
Уперше Болотяна істота з'явилася в чотирисерійному коміксі з кількома спеціальними випусками, який перетинався з кількома іншими серіями DC. Перша серія коміксів Swamp Thing тривала 24 випуски, з 1972 по 1976 рік.

## Сили й здібності
Болотяна істота може вселитися та оживити будь-яку рослинну матерію (включно з інопланетними рослинами, навіть розумними) і сконструювати з неї собі тіло. Що означає — будь-які атаки на його тіло мало що значать. Він легко може відновити пошкоджені або навіть відірвані частини тіла, і навіть переміститися через усю Землю, покинувши свою поточну форму і вселившись у нову, хоч би яка рослинна матерія була в місці, куди йому потрібно (він навіть виростив себе одного разу з тютюну в цигарці Джона Константина).
Болотяна істота володіє суперсилою невідомих меж. Поки що сила Болотяної істоти ніколи не була повністю проявлена, проте він показав можливість з легкістю виривати величезні дерева з корінням і битися на рівних з Етріґаном.
Болотяна істота може контролювати будь-яку рослину. Він може змусити їх рухатися або збільшити їхній зріст. Цей контроль поширюється і на інопланетне життя, що показано було, коли він вилікував Супермена від інфекції, спричиненої впливом криптонської рослини, яка приводила Супермена в божевілля і змушувала його тіло випалювати його сили.
Після того, як серію вів Марк Міллар, Болотяна істота підпорядкувала собі стихії вогню, землі, води та повітря, представників яких пізніше убив Ворд, заявивши, що він хотів отримати їхні здібності та сили. Поки що це не було пояснено.
Нова Болотна істота (воскреслий Алек Голланд) не тільки володіє всіма стихійними силами, якими володів його попередник, а й також володіє кільцем Білого Ліхтаря.

## Нагороди
Протягом багатьох років серія «Болотяна істота» був номінований і отримав кілька нагород. Лен Вейн отримав премію «Шазам» 1972 року в номінації «Найкращий сценарист (драма)», а Берні Райтсон — премію «Шазам» в номінації «Найкращий художник (драма)» того ж року за роботу над Swamp Thing. Вейн і Райтсон також отримали нагороду «Шазам» за «Найкращу індивідуальну історію (драма)» у 1972 році за «Темний Генезис» у Swamp Thing #1. Серія отримала нагороду «Шазам» за «Найкращий продовжений фільм» у 1973 році.
Алан Мур отримав премію Джека Кірбі у 1985 та 1986 роках як «Найкращий сценарист» за Swamp Thing. Мур, Джон Тотлебен і Стів Біссетт отримали премію Джека Кірбі 1985 року за «Найкращий окремий випуск» за Swamp Thing Annual #2. Вони також отримали премії Джека Кірбі 1985, 1986 та 1987 років за Swamp Thing як «Найкращий продовжуваний серіал».